# Småtjärnarna (Själevads socken, Ångermanland)
Småtjärnarna är en sjö i Örnsköldsviks kommun i Ångermanland och ingår i Idbyåns huvudavrinningsområde.